# Gunnar Tilander
Artur Gunnar Tilander (* 22. Juli 1894 in Tranemo (Gemeinde); † 13. Juni 1973) war ein schwedischer Romanist und Jagdwissenschaftler.

## Leben
Gunnar Tilander wurde mit der Arbeit Remarques sur le Roman de Renart (Göteborg 1923) promoviert, war von 1937 bis 1960 Professor in Stockholm und gab von 1945 bis 1966 die Reihe Studia romanica Holmiensia heraus. Ein markanter Schwerpunkt seiner Forschung war die Jagdwissenschaft, innerhalb derer er zahlreiche Cynegetica romanischer Sprachen publizierte. 1968 wurde er zum auswärtigen Mitglied der Académie des Inscriptions et Belles-Lettres in Paris gewählt.

## Werke

### Autor
- Lexique du Roman de Renart, Göteborg 1924, Genf 1984
- Glanures lexicographiques, Lund 1932
- Essais d'étymologie cynégétique, Stockholm 1953
- Nouveaux essais d'étymologie cynégétique, Stockholm 1957
- Mélanges d'étymologie cynégétique, Stockholm 1958
- Nouveaux mélanges d'étymologie cynégétique, Stockholm 1961
- Stång i vägg och hemlighus. Kulturhistoriska glimtar från mänsklighetens bakgårdar (Geschichte des Abtritts), Stockholm 1968, zuletzt 2003
- Littré et Remigereau comme lexicographes et Miscellanea cygenetica, Stockholm 1968
- Älskog och dess dråpliga följder för den fria tolkningen, förordet och bildurvalet svarar, Stockholm 1969
- Spelman Necken och Krog-Lisa. Glimtar från livet i fattigsverige kring sekelskiftet, Stockholm 1976

### Herausgeberschaft und Übersetzung
- Henri de Ferrières, Les maîtres de la vénerie 1. Le livre de chasse du roy Modus, Paris 1931
- Les manuscrits des livres du roi Modus et de la reine Ratio, Lund 1932
- Les livres du roi Modus et de la reine Ratio, 2 Bde., Paris 1932
- Los fueros de Aragón, Lund 1937
- Leges hispanicae medii aevi. 2, Los fueros de la Novenera, Uppsala 1951
- Vidal mayor. Traducción aragonesa de la obra in excelsis Dei thesauris de Vidal de Canellas, 3 Bde., Lund 1956
- La Vénerie de Twiti. Le plus ancien traité de chasse écrit en Angleterre, Stockholm 1956
- Guicennas: De arte bersandi. Le plus ancien traité de chasse de l'Occident, Stockholm 1956
- (Hrsg. und Übersetzer) Mickel räv (Roman de Renart), Stockholm 1958
- Jacques de Brézé, La chasse. Les dits du bon chien Souillard et Les louanges de Madame Anne de France, Stockholm 1959
- La chace dou cerf, éditée et traduite en français moderne par Gunnar Tilander, Stockholm, Offset-Lito, 1960
- Dagbok skriven av en skaradjäkne från Borås 1695, Skara 1963
- Dancus Rex, Guillelmus falconarius. Gerardus falconarius. Les plus anciens traités de fauconnerie de l'Occident, Stockholm/Paris 1963
- Boke of huntyng, Stockholm/Paris 1964
- Traité de fauconnerie italien inconnu, Stockholm 1966
- Molière, Den girige, Stockholm 1966
- Dois tratados portugueses inéditos de falcoaria. Livro que fez Enrique emperador d'Alemanha e Livro que fez o mui nobre rei d'Ancos, Stockholm 1966
- Jacques du Fouilloux, La vénerie. L'adolescence, Stockholm 1967
- Gaston Phébus, Livre de chasse, Stockholm 1971
- mit Sigrid Schwenk und Carl A. Willemsen: „Et multum er multa“. Beiträge zur Literatur, Geschichte und Kultur der Jagd. Festgabe für Kurt Lindner. Berlin / New York 1971.
- mit Pierre Tucoo-Chala: Gaston Fébus, Livre des oraisons. Pau 1974
- Gaston Phébus, Livre des oraisons. Les prières d'un chasseur, Stockholm 1975
- Reflexer från stormaktstiden. Ur Andreas Julinus brevväxling, Borås 1976